# 大果勾儿茶
大果勾儿茶（学名：Berchemia hirtella），为鼠李科勾儿茶属下的一个植物变种。